# Anna Renzi
Anna Renzi, född cirka 1620, död efter 1660, var en italiensk operasångerska. Hon räknas som en av de mest berömda operavirtuoserna under sin samtid. 
Renzi kom troligen från Rom. Hon uppträdde 1640 på den franska ambassaden i Rom, och var sedan anställd vid operan i Venedig, Teatro Santi Giovanni e Paolo, från 1641 till 1649. Hennes mest berömda roll var som Deidamia i La Finta Passa av Sacrata. Hon var därefter hovsångerska i Innsbruck 1653–55 och sedan återigen aktiv i Venedig 1655–57.